# Armases rubripes
Armases rubripes is een krabbensoort uit de familie van de Sesarmidae. De wetenschappelijke naam van de soort is voor het eerst geldig gepubliceerd in 1897 door Rathbun.